# Traves (Piemont)
Traves (piemontesisch und frankoprovenzalisch Tràves) ist eine Gemeinde in der italienischen Metropolitanstadt Turin (TO), Region Piemont.

## Lage und Einwohner
Traves liegt 40 km nordwestlich von Turin und liegt am Zusammenfluss des Stura di Viù in den Stura di Lanzo. Der Ort liegt auf einer Höhe von 628 m s.l.m. Das Gemeindegebiet umfasst eine Fläche von 10 km² und hat 510 Einwohner (Stand 31. Dezember 2023). Traves liegt an der Bahnstrecke Turin – Ceres und hat einen eigenen Bahnhof.
Die Nachbargemeinden sind Mezzenile, Pessinetto, Viù und Germagnano. 

## Geschichte

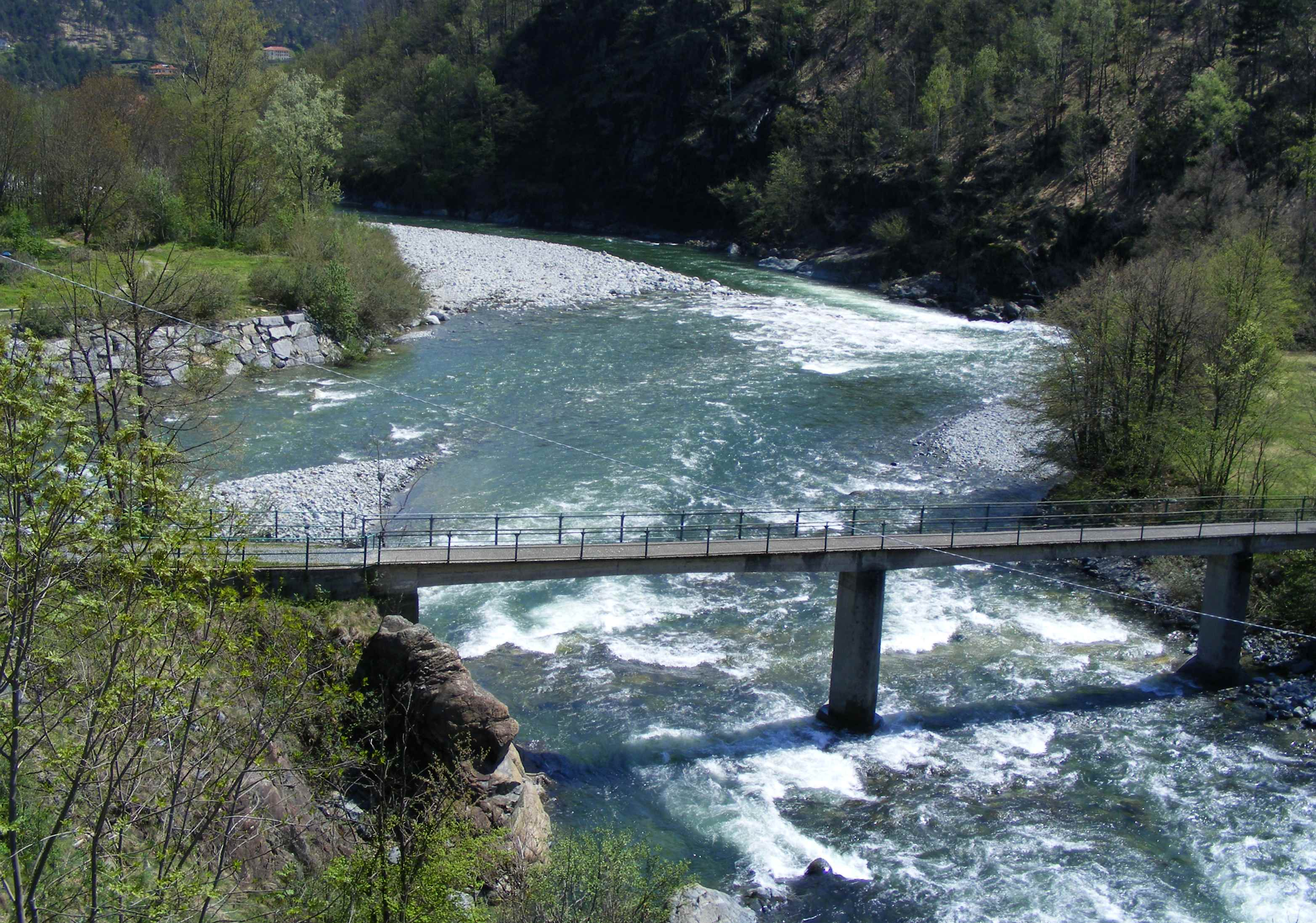
Zusammenfluss des Stura di Viù in den Stura di Lanzo

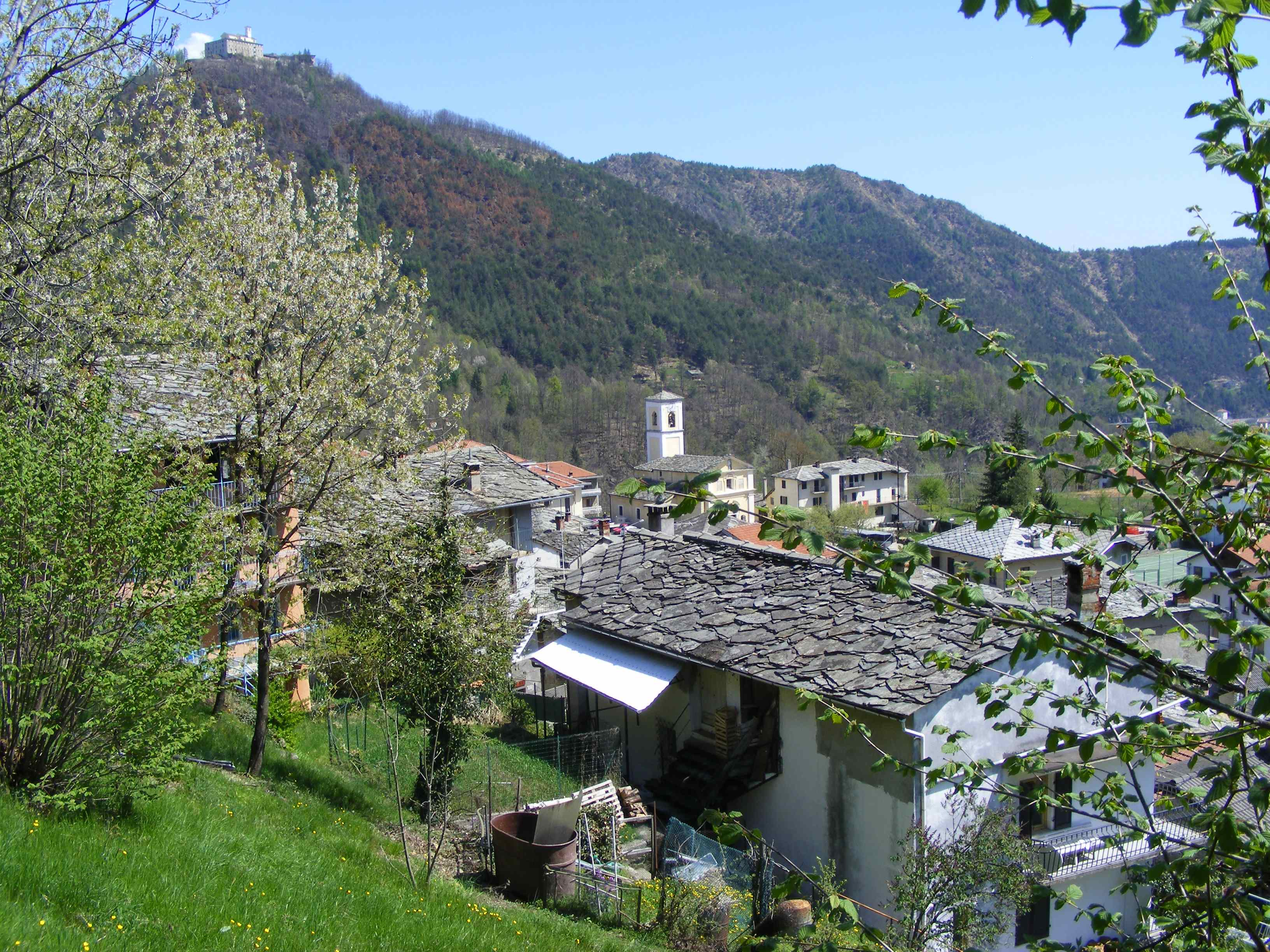
Traves

Die Gemeinde ist weniger alt als andere im Tal und die Pfarrkirche wurde erst im 17. Jahrhundert erbaut.
Die Haupttätigkeit der Stadt war lange Zeit die Ausbeutung von Kupfer- und Nickelminen und ihre Einwohner waren auf die Herstellung von Nägeln spezialisiert.
Heute basiert die Wirtschaft auf dem Tourismus und der Arbeit der Pendler, die die Gemeinden der Ebene erreichen. In der Stadt gibt es ein „Ökomuseum der Nagler“.
In den letzten vierzig Jahren haben sich die Aktivitäten zur Förderung des Territoriums und der typischen gastronomischen Produktionen besonders weiterentwickelt, mit der Gründung zahlreicher freiwilliger Vereine, darunter der Proloco, die Philharmonie und eine Folkloregruppe namens „Le Lunelle“ (die sich um die Bewahrung traditioneller Lieder und Tänze sowie Aufführungen bei den wichtigsten Festveranstaltungen kümmert), „AgriTraves“ (ein Verein, der sich um die Wiederbelebung bestimmter landwirtschaftlicher Aktivitäten kümmert). Besonders aktiv im Land sind auch die lokalen Sektionen der Alpini Group, der ANPI und der Anti-Forest Fire Department.
Am 6. Januar 1944 (Epifania, Dreikönigstag) besetzte eine ca. 30 Mann starke Einheit des SS-Polizei-Regiment 15 unter Leitung von SS-Obersturmführer Hans-Karl Schlör den Bahnhof von Traves, stellte auf dem Bahnhofsvorplatz Maschinengewehre auf und nahm die wartenden und im Laufe des Tages aus Turin eintreffenden Pendler als Geiseln, von denen sieben dem Widerstand angehörende Männer erschossen wurden.
Am Bahnhof von Traves wurde für die sieben aus Traves und Caselle Torinese stammenden Opfer eine Gedenkstätte errichtet. Auf der Gedenktafel wird zudem Libero De Zolt, der am 28. Dezember 1944 in Traves erschossen wurde, gedacht.